# The Beatles Winter 1963 Helen Shapiro Tour
The Beatles Winter 1963 Helen Shapiro Tour – pierwsza trasa koncertowa grupy muzycznej The Beatles, obejmująca tylko Anglię; obejmuje czternaście koncertów
1. 2 lutego 1963 – Bradford – Gaumont
2. 5 lutego 1963 – Doncaster – Gaumont
3. 6 lutego 1963 – Bedford – Granada
4. 7 lutego 1963 – Wakefield – Regal
5. 8 lutego 1963 – Carlisle – ABC Cinemas
6. 9 lutego 1963 – Sunderland – Empire Theatre
7. 23 lutego 1963 – Mansfield – Granada
8. 24 lutego 1963 – Coventry – Coventry Theatre
9. 26 lutego 1963 – Taunton – Gaumont
10. 27 lutego 1963 – York – Rialto
11. 28 lutego 1963 – Shrewsbury – Granada
12. 1 marca 1963 – Southport – Odeon
13. 2 marca 1963 – Sheffield – Sheffield City Hall
14. 3 marca 1963 – Hanley – Gaumont